# 青春 (ヤナーチェク)
『青春』（せいしゅん、チェコ語: Mládí）は、レオシュ・ヤナーチェクが1924年に作曲した木管六重奏曲。フルート、オーボエ、クラリネット、ホルン、ファゴット、バスクラリネットのための作品である。ヤナーチェクの室内楽曲の相当数が晩年になって創られており、「若々しい気分」の産物と看做されている。管楽アンサンブルの名人芸的な用法の模範的な作品であるが、それだけにとどまらず、ヤナーチェクの晩年様式に特徴的な、興味深い楽想も散見される。

## 出版までの経緯
木管六重奏曲を作曲しようという最初の刺戟を受けたのは、1923年8月に国際現代音楽協会ザルツブルク大会に参加中のことであった。アルベール・ルーセルの『木管五重奏とピアノのための嬉遊曲』がこの会場で上演されており、この作品がヤナーチェクに、似たような作品を創ってみようとの興味をいざなった可能性がある。もう一つの刺戟となったのは、1924年5月に、旧ブルノ聖アウグスチノ修道会時代の少年時代を回顧して、ピッコロと大太鼓、チューブラーベルズ（もしくはピアノ）のために作曲された『青い服の少年たちの行進』であった。あるいはすでに、より大掛かりな作品を書こうと決心していたのかもしれない。
『青春』は1924年7月に、フクヴァルディに滞在中の3週間に作曲された。同年8月の頭にリハーサルが行われ、その間に大幅な変更が加えられた。初演はこの年の10月21日にブルノの芸術会館（ベセドニー・ドゥーム）において、演奏者にブルノ音楽院の教授陣、ヨセフ・ボク（フルートとピッコロ担当）、マチェイ・ヴァグネル（オーボエ担当）、スタニスラフ・クリティツカ（クラリネット担当）、フランティシェク・ヤンスキー（ホルン担当）のほか、ブルノ国立劇場管弦楽団員の2名、フランティシェク・ブルジーザ（ファゴット担当）とカレル・パヴェルカ（バスクラリネット）を迎えて行われた。不幸にして演奏はあまり成功しなかった。オーボエ奏者がどうにか楽器の故障を修理したのに、クラリネット奏者の楽器のキーのばねが壊れていて演奏にならなかったのである。ヤナーチェクは激怒した。しかしながら同年11月25日に、チェコ・フィルハーモニー管弦楽団員によってプラハ初演が行われると、今度は大成功に終わっている。
翌1925年1月に、ポケットスコアとパート譜、ブジェティスラフ・バカラ編曲による4手ピアノ版が出版され、同年チェコ科学アカデミーより授賞された。

## 楽曲構成
以下の4楽章から成る。全般的に、執拗に反復される楽想とエピソードとの対比という構成を採り、その意味でロンド形式への偏愛が見受けられる。第2楽章は一種の変奏曲である。全楽章とも旋法的で、調号は使われていないが、フラットを多く用いた調性への偏愛もまた顕著である。『青い服の少年たちの行進』の主要主題は、第3楽章に転用されている。
1. アレグロ
2. アンダンテ・ソステヌート
3. ヴィヴァーチェ
4. アレグロ・アニマート

## 註
1. ↑  Score, p. XVI.
2. ↑  Score, p. IX.
3. ↑  Pochod modráčků, p. V.
4. ↑  Score. p. XVI.

## 参考資料
- Janáček, Leoš: Youth. Score. Urtext. Editio Bärenreiter: Prague, 2001. H 7388. ISMN M-2601-0116-6
- Janáček Leoš: Pochod modráčků (The March of the Blue-Boys). Flauto e piano. Editio Supraphon: Prague, 1985. H 4876